# 안양로 (안양시)
안양로(Anyang-ro, 安養路)는 대한민국의 경기도 안양시 만안구 안양동에서 시작하여, 석수동을 거쳐 연결하는 도로이다.

## 역사
- 2009년 12월 10일 : 2개 이상 시·도에 걸쳐 있는 도로로 안양로를 고시[1]

## 노선 경로
- 산본고가 삼거리 (군포로, 고산로)
- 성결대학교 사거리 (시민대로,성결대학로)
- 만안구청 사거리 (문예로)
- 만안경찰서 사거리 (수리산로)
- 현충 사거리 (현충로)
- 서안양 우체국 사거리 (관악대로,삼덕로)
- 벽산 사거리 (장내로)
- 중앙 사거리 (병목안로,안양로314번길)
- 양지4교
- 안양여고 사거리 (박달로)
- (사거리) (박달우회로)
- 안양대교
- 안양대교 사거리 (석수로,예술공원로)
- 석수전화국 사거리 (석천로)
- (삼거리) (안양로532번길)
- 석수주유소 삼거리 (만안로)
- 석수 나들목 (제2경인고속도로)
- 연현오거리
- 안양육교
- 안양육교 삼거리 (경수대로)

## 같이 보기
- 안양시

## 사진

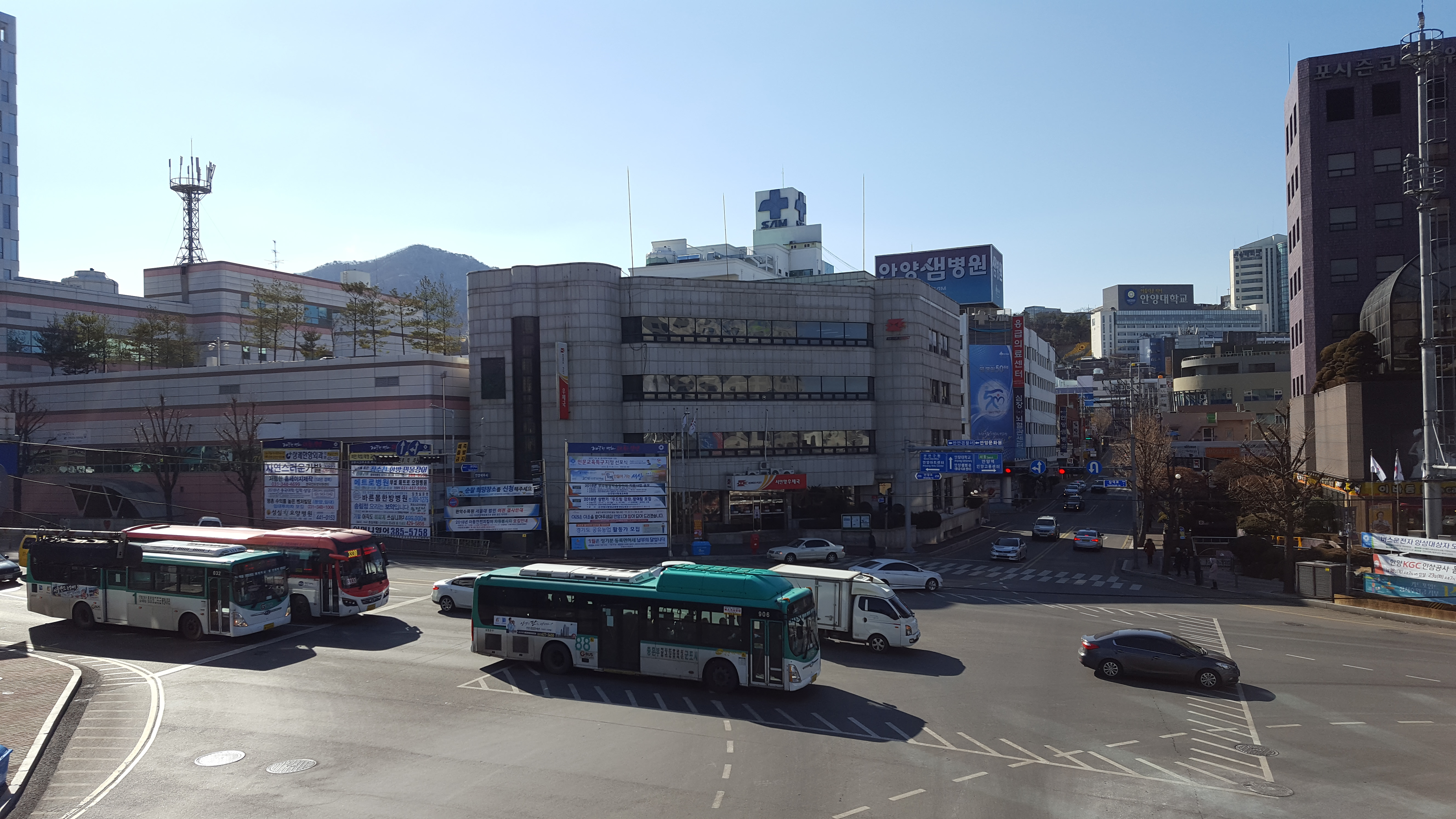
서안양 우체국 사거리
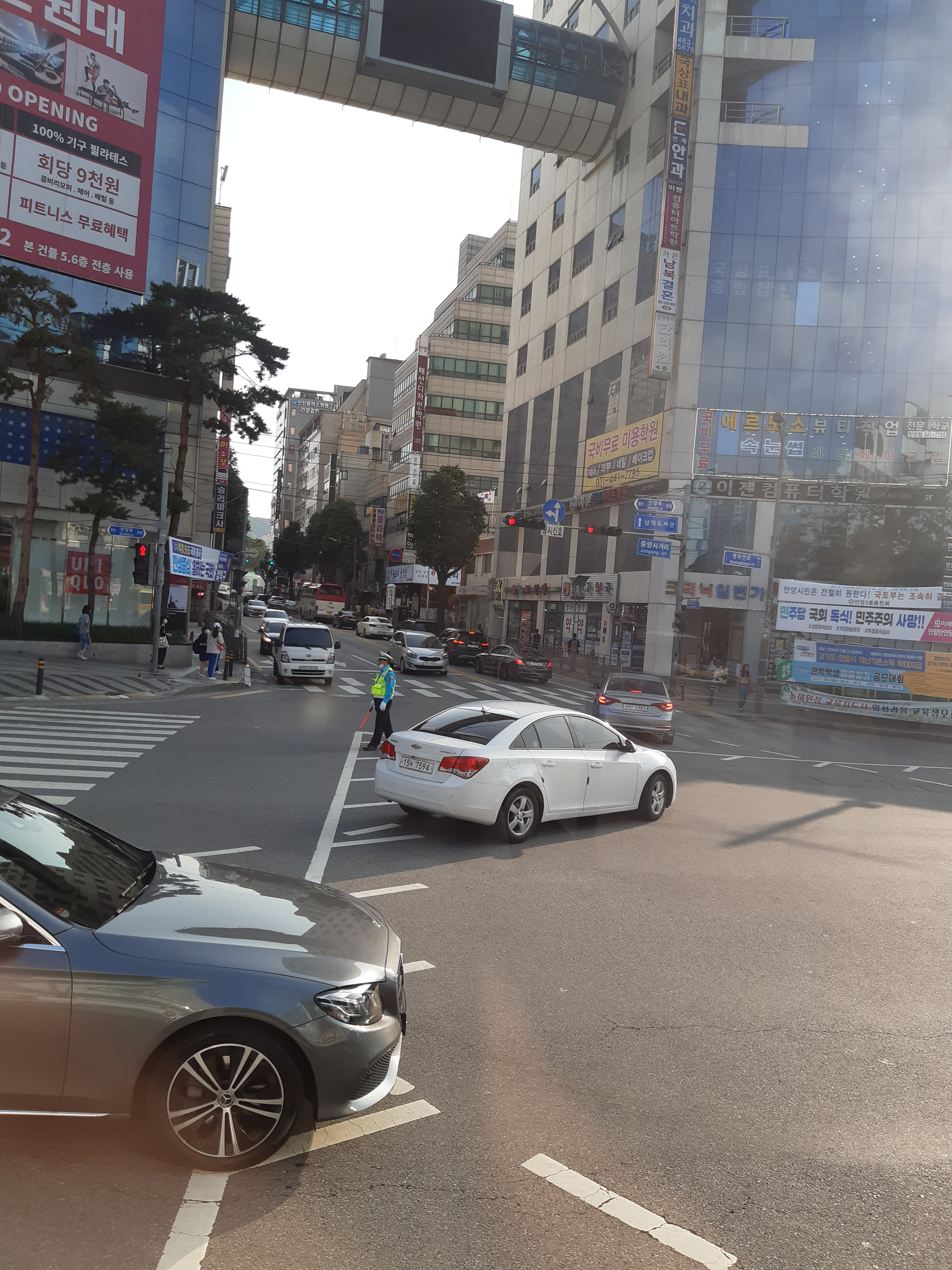
중앙사거리
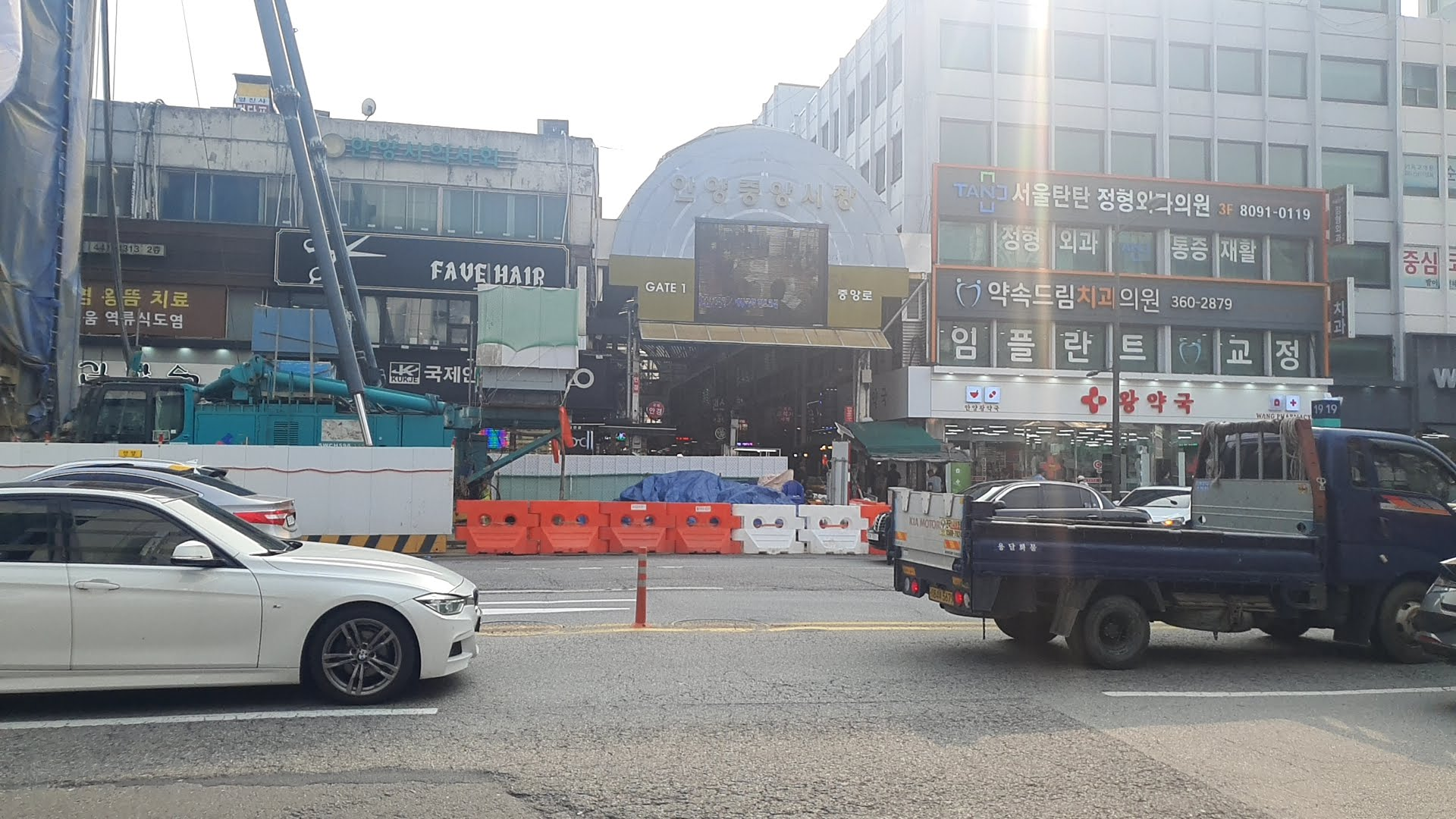
안양중앙시장(경강선 안양역 공사중)
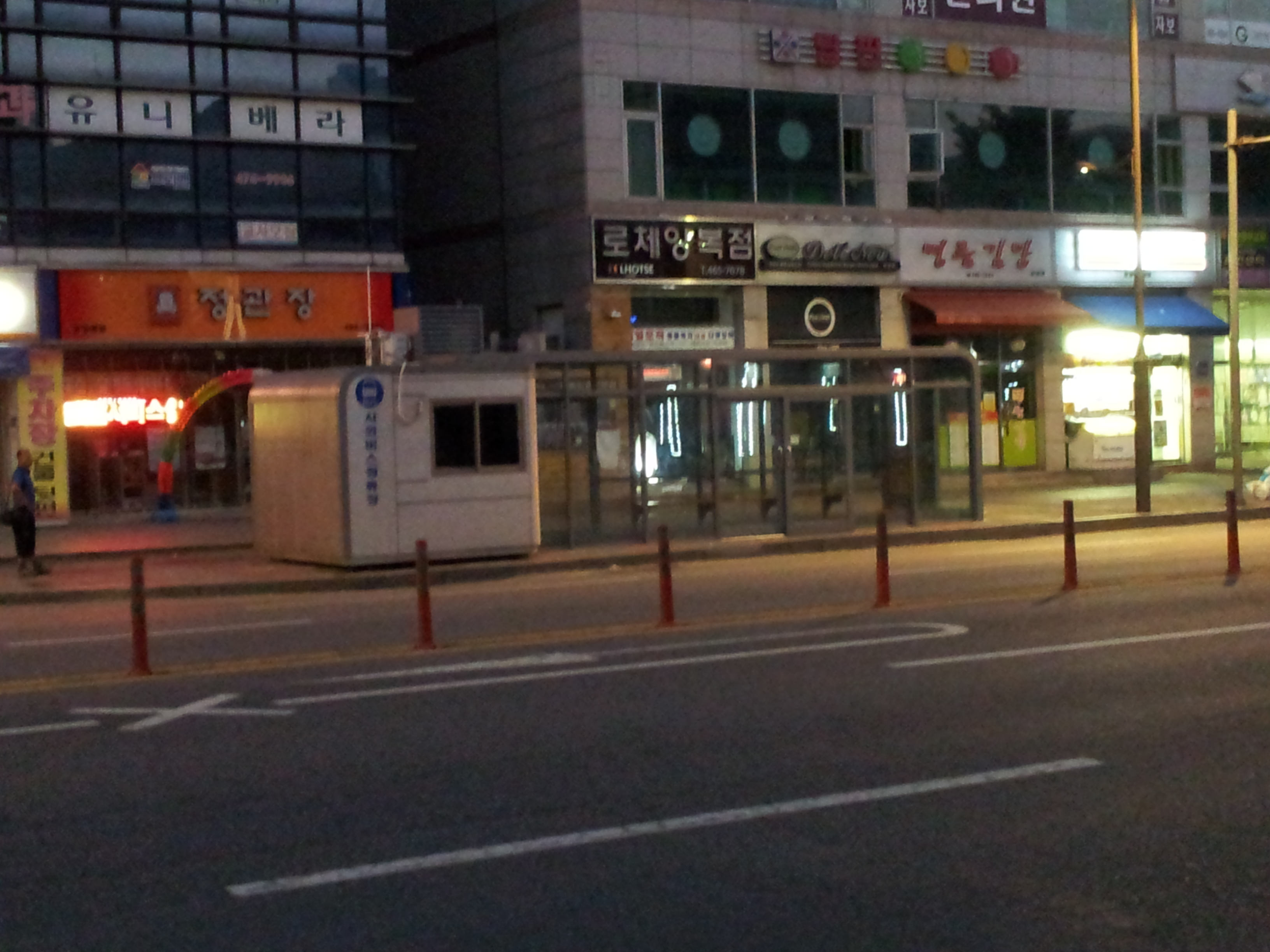
안양시외버스정류장(2013년)
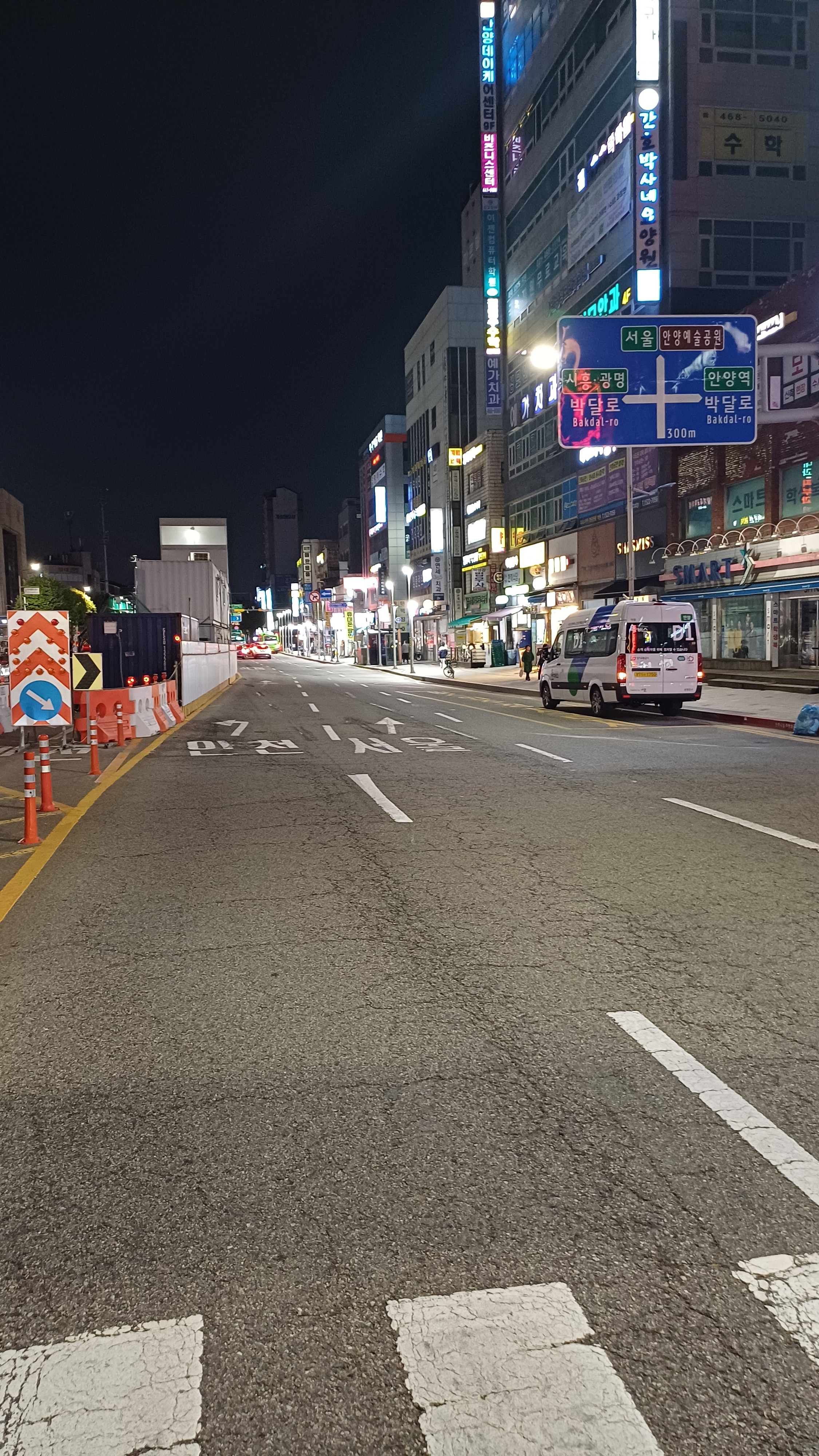
안양 교보문고 근처 경강선 안양역 공사중